# Lygus
Lygus es un género de insectos hemípteros de la familia Miridae. Tiene más de 180 especies. Se los conoce como chinches ligus. Se alimentan de plantas.

## Descripción
Tienen forma ovalada. Los adultos miden 3 mm de ancho y 6 de largo. El color varía desde verde pálido a marrón rojizo o negro. Pueden tener un color uniforme o estar manchados o tener un diseño característico triangular o en forma de V en el dorso. Los adultos pueden volar y a menudo huyen cuando alguien se acerca a ellos. Las ninfas carecen de alas y, con su color verde claro, a menudo se los confunde con pulgones o áfidos. Se diferencian de estos porque el exoesqueleto es más duro, son más activos y, a medida que crecen, adquieren manchas. Además carecen de los cornículos de los pulgones.

## Biología
Los insectos Lygus son conocidos por sus costumbres alimenticias dañinas. Perforan los tejidos de las plantas con sus piezas bucales y se alimentan de la savia. Causan varios tipos de daños al alimentarseː consumen la planta, inyectan saliva tóxica y pueden transmitir enfermedades. Las hembras depositan sus huevos dentro de los tejidos de las plantas después de perforarlas con su ovipositor. La ninfa que emerge se alimenta vorazmente. Las señales de la presencia de estos insectos suelen ser descoloración, deformación de los brotes y tallos, enroscamiento de las hojas y lesiones a los tejidos de la planta.
Pasan el invierno en el estadio adulto, bajo la hojarasca. Al norte de su distribución hay una sola generación anual, más al sur puede haber más de una generación.

## Importancia económica
Las especies mejor conocidas del género son aquellas que causan un serio impacto en la agricultura. Algunos métodos de control de plagas han resultado ser útiles, por ejemplo, avispas parasíticas del género Peristenus. La avispa inyecta sus huevos en una ninfa de Lygus y su larva se alimenta de la ninfa hasta consumirla.

## Especies
Antes se incluían 200 especies en el género, pero muchas han sido pasadas a otros géneros:
- Lygus abroniae
- Lygus aeratus
- Lygus atriflavus
- Lygus atritibialis
- Lygus borealis
- Lygus bradleyi
- Lygus ceanothi
- Lygus convexicollis
- Lygus elisus
- Lygus gemellatus
- Lygus hesperus
- Lygus humeralis
- Lygus keltoni
- Lygus lineolaris
- Lygus lupini
- Lygus maritimus
- Lygus mexicanus
- Lygus oregonae
- Lygus perplexus
- Lygus plagiatus
- Lygus potentillae
- Lygus pratensis
- Lygus punctatus
- Lygus robustus
- Lygus rolfsi
- Lygus rubroclarus
- Lygus rubrosignatus
- Lygus rufidorsus
- Lygus rugulipennis
- Lygus scudderi
- Lygus shulli
- Lygus solidaginis
- Lygus striatus
- Lygus unctuosus
- Lygus wagneri
- Lygus vanduzeei
- Lygus varius

Algunas especies de importancia económicaː
- Lygus lineolaris se alimenta de más de la mitad de las especies de plantas cultivadas comercialmente, tales como algodón, alfalfa, arvejas y porotos, frutas de carozo y semillas de coníferas. Esta especie se encuentra en toda Norteamérica desde Canadá hasta el norte de México.[5]
- Lygus hesperus (Chinche opaca de las plantas) es una seria plaga del algodón, frutillas y cosechas de semilla como la alfalfa.[6] En el estado de California, por ejemplo, puede causar daños anuales de 30 millones de dólares a las plantas de algodón y de 40 millones de dólares a la industria de la fresa.
- Lygus rugulipennis está distribuido por toda Europa, donde se alimenta de más de 400 tipos de plantas cultivadas, como duraznos, trigo y lechuga.[7]

## Galería

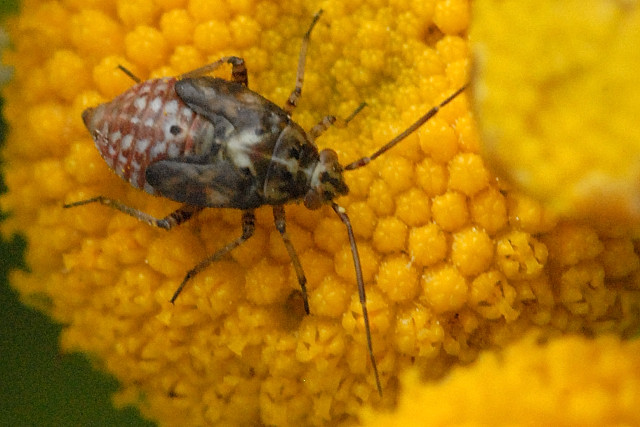
Lygus pratensis, ninfa
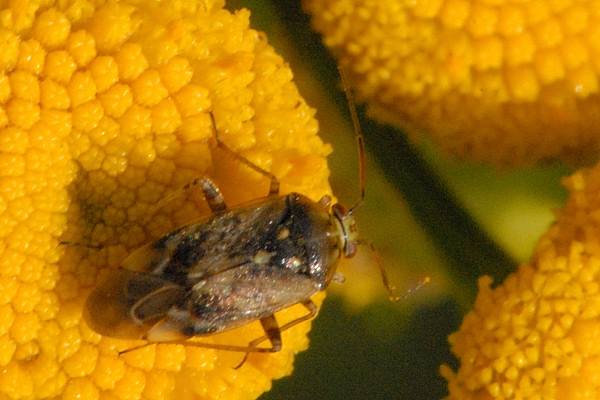
Lygus wagneri, adulto
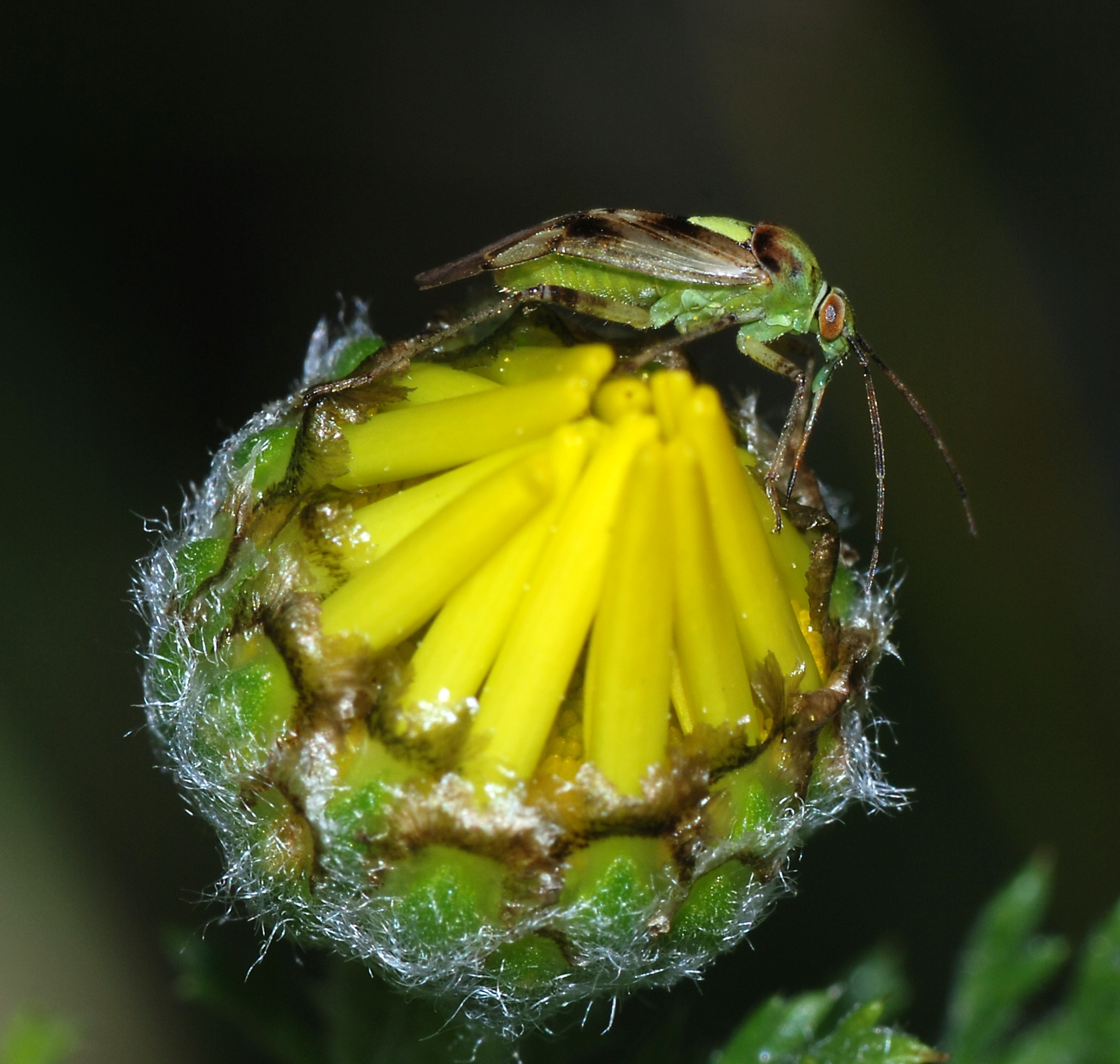
Lygus sp
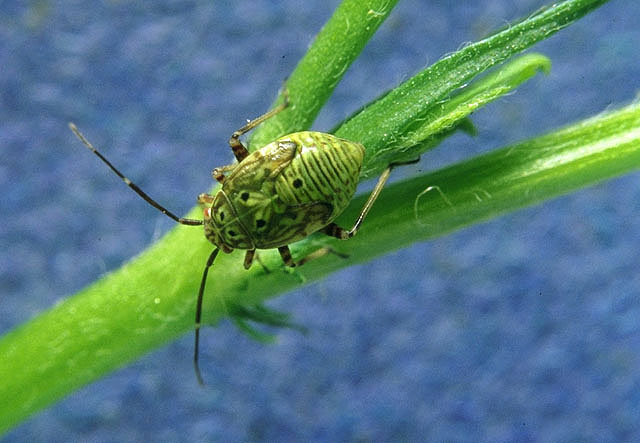
Lygus lineolaris, ninfa
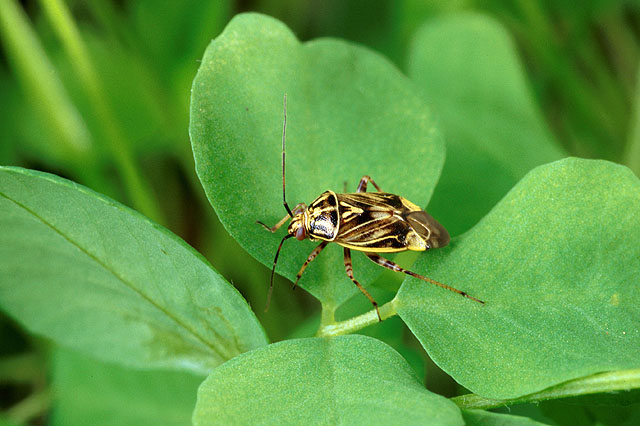
Lygus lineolaris, adulto
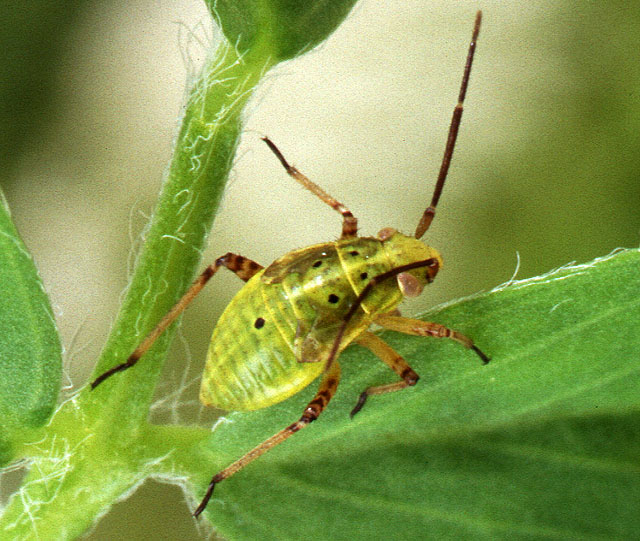
Lygus lineolaris, ninfa